# Завод суперфосфату в Альдеа-Морет
Завод суперфосфату в Альдеа-Морет — колишнє хімічне підприємство в Іспанії. Один з небагатьох заводів в історії іспанської промисловості добрив, який був створений для роботи з сировиною іспанського походження.
З другої половини 1870-х компанія Sociedad General de Phosphatos de Cáceres (SGFC) вела видобуток фосфоритів в іспанському регіоні Естремадура у районі Касересу (Альдеа-Морет). Первісно вона здійснювала експорт продукції на ринки більш розвинутих європейських країн, проте вже невдовзі конкурентами в цьому стали постачальники фосфоритів походженням з Північної Африки та США. Як наслідок, SGFC розпочала спроби організувати споживання фосфоритів для виробництва добрив у самій Іспанії. Першою з них стало спільне підприємство із виробничим майданчиком в Гальдакао, тоді як другий проєкт, що припав на початок 1890-х років, передбачав створення фабрики суперфосфату безпосередньо в районі копалень у Альдео-Морет. Втім, ця фабрика пропрацювала ще менше ніж перша та закрилась за пів року (а SGFC збанкрутувала в 1898-му).
У 1906-му компанія Weteig, Weickert & Company знову узялась за організацію в Альдео-Морет суперфосфатного виробництва. Втім, в 1907-му цей завод запустила вже компанія Sociedad General de Industria y Comercio (GEINCO) — дочірня структура Union Española de Explosivos (UEE) зі сфери впливу Альфреда Нобеля, при цьому у той же період GEINCO стала власником копалень Альдео-Морет.
У часи Першої світової війни іспанська фосфоритна промисловість пережила нетривале піднесення, проте вже невдовзі збільшення імпорту фосфоритів з Північної Африки та зниження якості місцевих руд повернуло попередній стан. Так, якщо в 1921-му завод в Альдео-Морет виробив 21 тисячу тонн суперфосфату, то вже у 1922-му цей показник скоротився до 3 тисяч тонн. Щоб якось виправити ситуацію, UEE (в 1920-му вона поглинула свою дочірню структуру GEINCO) почала все ширше домішувати до фосфоритів з Естремадури імпортовані північноафриканські, що підвищувало якість сировинної суміші.
У середині 1950-х почалось закриття копалень в Альдео-Морет (які на той час вже були останніми іспанськими фосфоритовими копальнями). При цьому іспанська суперфосфатна промисловість вже давно переживала потужний підйом завдяки місцевому ресурсу піритів (сировина для виробництва сульфатної кислоти, впливом якої на фосфорити і отримують суперфосфат) та переробці північноафриканської сировини. Завод в Альдео-Морет, який мав гарний логістичний доступ (через Касерас проходила залізниця Лісабон — Мадрид), продовжив працювати і після закриття копалень та в 1964-му випустив близько 100 тисяч тонн суперфосфату.
Можливо відзначити, що у підсумку суперфосфатна промисловість Іспанії втратила значення через перехід світового виробництва сульфатної кислоти з піритів на елементарну сірку, яку масово почали отримувати під час очистки вуглеводнів.